# Crippled Black Phoenix
Crippled Black Phoenix – brytyjska grupa muzyczna, wykonująca rock alternatywny.
Grupa powstała w wyniku kooperacji muzyków zespołów Iron Monkey, Gonga, Mogwai, Electric Wizard i innych).

## Skład zespołu

### Obecni członkowie
- Justin Greaves - gitara elektryczna, perkusja, piła muzyczna, instrumenty klawiszowe, gitara akustyczna, banjo, efekty, sampling
- Daniel Änghede - śpiew, gitara elektryczna
- Daisy Chapman - fortepian, instrumenty klawiszowe
- Ben Wilsker - perkusja
- Mark Furnevall - sentezatory i instrumenty klawiszowe
- Tom Greenway - gitara basowa
- Jonas Stålhammar - gitara elektryczna

### Byli członkowie
- Kostas Panagiotou (Pantheist)
- Dominic Aitchison (Mogwai)
- Nial McGaughey (-(16)-, 3D House Of Beef)
- Andy Semmens (Pantheist)
- Charlie Romijn (Thought Forms)
- Matt Williams
- Thomas Elgie (Gonga)
- George Elgie (Gonga)
- Dave Greaves (Lost Cherrees)
- Mark Ophidian
- Max Milton (Jeremy Smoking Jacket)
- Jon Attwood (Portal)
- Jack Rampling
- John E. Vistic (The John E Vistic Experience)
- Guy Metcalffe (Thought Forms)
- Geoff Barrow (Portishead)
- Paul Harris
- Suzi Gale
- Michael L.B. West (The Ukrainians)
- Joe Volk
- Charlotte Nichols

## Dyskografia

### Albumy studyjne
- A Love of Shared Disasters (2006)
- 200 Tons of Bad Luck (2009)
- I, Vigilante (2010)
- (Mankind) The Crafty Ape (2012)
- No Sadness or Farewell (2012)
- White Light Generator (2014)
- Bronze (2016)
- Destroy Freak Valley (2017)
- Great Escape (2018)[3]
- Ellengæst (2020)
- Banefyre (2022)

### Kompilacje
- The Ressurectionists & Night Raider: 2007-2009 A.D. (2009)